# Microgonium tahitense
Microgonium tahitense là một loài thực vật có mạch trong họ Hymenophyllaceae. Loài này được (Nadeaud) Tindale miêu tả khoa học đầu tiên năm 1963.